# ハリウッドにくちづけ
『ハリウッドにくちづけ』（原題: Postcards from the Edge）は、1990年公開のアメリカ合衆国の映画。「スター・ウォーズ」シリーズのレイア姫役で知られる女優、キャリー・フィッシャーが発表した自伝的小説『崖っぷちからのはがき』（1987年）を原作とする。母親で女優でもあるデビー・レイノルズとの親子関係や、ハリウッド映画製作の内幕を元に描いている。

## ストーリー
映画の撮影の最中、ドラッグの過剰摂取で病院に担ぎ込まれたスザンヌ（メリル・ストリープ）は一命をとりとめたものの、リハビリ施設へ入所することになる。やがて女優業を再開させようとするが、彼女のエージェントであるマーティの助言で母親との同居を余儀なくされる。大女優だった母・ドリス（シャーリー・マクレーン）もまたアルコール中毒気味の生活で、スザンヌは居心地の悪い思いをする。低予算映画に出演することになったスザンヌは、待遇の低さや周りのスタッフからの中傷にウンザリしながらも、演技を続けるしかなかった。そんなある日、スザンヌの前に若くて魅力的なプロデューサーのジャック（デニス・クエイド）があらわれる。彼こそが、ドラッグのやりすぎで死にかけていたスザンヌを病院に担ぎ込んでくれたその人だった。

## キャスト
※括弧内は日本語吹替（VHS版）
- スザンヌ・ヴェール - メリル・ストリープ（田島令子）
- ドリス・マン - シャーリー・マクレーン（沢田敏子）
- ジャック・フォークナー - デニス・クエイド（池田勝）
- ローウェル・コルチェク - ジーン・ハックマン（石田太郎）
- フランケンタール医師 - リチャード・ドレイファス（小川真司）
- ジョー・ピアース - ロブ・ライナー（秋元羊介）
- 祖母 - メアリー・ウィックス（中村紀子子）
- 祖父 - コンラッド・ベイン（伊井篤史）
- エヴリン・エイムズ - アネット・ベニング
- サイモン・アスキス - サイモン・キャロウ（小島敏彦）
- マーティ・ウィーナー - ゲイリー・モートン（幹本雄之）
- アレサ - ロビン・バートレット（さとうあい）
- ジュリー・マースデン - CCH・パウンダー
- ニール・ブリーン - オリヴァー・プラット（島田敏）
- ジョージ・ラザン - アンソニー・ヒールド（千田光男）
- テッド - J.D.サウザー（千田光男）
- ロバート・マンチ - マイケル・オントキーン（成田剣）
- 衣装係 - ダナ・アイヴィ

## 受賞とノミネート
| 賞                   | 部門                                    | 候補者                                         | 結果       |
| -------------------- | --------------------------------------- | ---------------------------------------------- | ---------- |
| アカデミー賞         | 主演女優賞                              | メリル・ストリープ                             | ノミネート |
| アカデミー賞         | 歌曲賞                                  | "I'm Checkin' Out"（シェル・シルヴァスタイン） | ノミネート |
| ゴールデングローブ賞 | 主演女優賞 (ミュージカル・コメディ部門) | メリル・ストリープ                             | ノミネート |
| ゴールデングローブ賞 | 助演女優賞                              | シャーリー・マクレーン                         | ノミネート |
| ゴールデングローブ賞 | 主題歌賞                                | "I'm Checkin' Out"（シェル・シルヴァスタイン） | ノミネート |
| 英国アカデミー賞     | 主演女優賞                              | シャーリー・マクレーン                         | ノミネート |
| 英国アカデミー賞     | 脚色賞                                  | キャリー・フィッシャー                         | ノミネート |
| 英国アカデミー賞     | 作曲賞                                  | シェル・シルヴァスタイン                       | ノミネート |